# Dead of Summer (serial)
Dead of Summer este un serial american supranatural horror creat de Adam Horowitz, Edward Kitsis și Ian Goldberg pentru canalul Freeform. Serialul este plasat în anii 80 la Camp Stillwater, o tabără din Vestul Mijlociu. 
Serialul a început în data de 28 iunie 2016 și s-a încheiat în data de 30 august 2016. În 8 noiembrie 2016, Freeform a anulat derularea, după un singur sezon.
Filmat în anul 1989, școala este oprită de sosirea verii, iar consilierii taberei Stillwater - o tabără idilică din Vestul Mijlociu, unde au loc primele iubiri, primele prietenii, dar și.. primele morți- încep să se sfătuiască în privința organizării. Stillwater are o mitologie întunecată, iar ceea ce s-a presupus a fi o vară a distracțiilor, curând se va fi transformat într-o experiență terifiantă, plină de sânge și moarte la fiecare colț.